# Mudpit
A Mudpit kanadai vegyes technikájú tévéfilmsorozat, amely valós díszletekkel élőszereplős, és 3D-s számítógépes animációs jelenetekkel készült. A DHX Media készítette, a Télétoon forgalmazta. Kanadában 2012. január 5. és 2013. április 11. között a Teletoon vetítette, Magyarországon 2014. június 9. és július 4. között a Megamax sugározta.

## Ismertető
A sorozat négy tinédzser kalandjáról szól, akik címadó bandát alakítanak. Eközben lemezszerződést akarnak elérni azáltal, hogy megméretik maguk a nagyon sok szereplős online játékban, amely a Muzika. A részek egy slime által feladott erőpróbából állnak, amit meg akar nyerni ez a zenekar. Eközben a bandának egyik tagja fontos életigazságot tapasztal meg. Minden rész befejezésével a zenekar egy-egy saját szerzeményt játszik el.

## Szereplők

### Főszereplők
- Reese – Van a bandában alapítója és vezetője, valamint szólógitáros.
- Geneva – A zenék szövegeinek az írója, valamint a dobos, és kissé szerelmes Liambe.
- Mikey – Geneva öccse, aki a basszusgitáros, és jó a tapasztalata a videojátékokban.
- Liam – A banda első énekese, aki zseni a zenekarban. Nagyon szigorúan nevelték fel. A videojátékokhoz nem ért, és fülig szerelmes Genevába.

### Mellékszereplők
- Kyle – Reese mostohafivére, és a Tragic Ballerinában volt az első énekes.
- Fitzy – Tulajdonos a Game & Grub nevű étteremben.
- Slime – Muzika zenekar vezetője, aki úgy cselekszik, ahogy egy bíró.

## Magyar hangok
- Sasha Clements – Nikki
- Molnár Ilona – Geneva
- Baráth István – Mikey
- Markovics Tamás – Reese
- Renácz Zoltán – Liam
- Kapácsy Miklós – Slime
- Gubányi György István – Fitzy
- Dányi Krisztián, Kisfalusi Lehel (11. rész) – Kyle

## Epizódok

### 1. évad
| #   | Hivatalos cím                 | Magyar cím              | Hivatalos premier | Magyar premier   |
| --- | ----------------------------- | ----------------------- | ----------------- | ---------------- |
| 1.  | The Show Must Go On           | Kezdődhet a Show        | 2012. január 5.   | 2014. június 9.  |
| 2.  | The Avatarts                  | Ava-tarts               | 2012. január 12.  | 2014. június 10. |
| 3.  | Travellin' Band               | Az utazó zenekar        | 2012. január 19.  | 2014. június 11. |
| 4.  | We Don't Need No Shreducation | Gitár szaggatók         | 2012. január 26.  | 2014. június 12. |
| 5.  | Video Killed To Muzika Star   | A muzika videó áldozata | 2012. február 2.  | 2014. június 13. |
| 6.  | Chain Gang of Fools           | Tánc munkatábor         | 2012. február 9.  | 2014. június 16. |
| 7.  | Rhyme and Punishment          | Ritmus és büntetés      | 2012. február 16. | 2014. június 17. |
| 8   | Bug Hunt                      | Bogárvadászat           | 2012. február 23. | 2014. június 18. |
| 9.  | Bad Booch Rising              | Butch mennybemenetele   | 2012. március 1.  | 2014. június 19. |
| 10. | Almost Mudpit                 | Majdnem mudpit          | 2012. március 8.  | 2014. június 20. |
| 11. | Viraling Out Of Control       | Virtuális vírus         | 2012. március 22. | 2014. június 21. |
| 12. | Rasho Mudpit                  | A suttogó               | 2012. március 29. | 2014. június 24. |
| 13. | Band Whisperer                | És beüt a Mudpit        | 2012. április 5.  | 2014. június 25. |

#### 2. évad
| #   | #   | Hivatalos cím              | Magyar cím               | Hivatalos premieer | Magyar premier   |
| --- | --- | -------------------------- | ------------------------ | ------------------ | ---------------- |
| 14. | 1.  | First Temptation of Mudpit | Az első kísértés         | 2013. január 10.   | 2014. június 26. |
| 15. | 2.  | Bro the Switch             | Bratyó csere             | 2013. január 17.   | 2014. június 27. |
| 16. | 3.  | Hot Zombies in Love        | Zombi buli               | 2013. január 24.   | 2014. június 30. |
| 17. | 4.  | Muzika's Most Wanted       | A muzika üldözöttei      | 2013. január 24.   | 2014. július 1.  |
| 18. | 5.  | I Am Booch                 | Booch már csak Booch     | 2013. január 31.   | 2014. július 2.  |
| 19. | 6.  | Silence of the Liam        | A barik hallgatnak       | 2013. február 7.   | 2014. július 3.  |
| 20. | 7.  | Play Mudpit For Me         | Nekem játssz Mudpit      | 2013. február 21.  | 2014. július 4.  |
| 21. | 8.  | Banned on the Run          | Hallgatásra ítélve       | 2013. február 28.  | 2014. július 7.  |
| 22. | 9.  | Party at the G&G           | Buli a kávézóban         | 2013. március 7.   | 2014. július 8.  |
| 23. | 10. | Siren Song                 | Szirénének               | 2013. március 21.  | 2014. július 9.  |
| 24. | 11. | Bottle of Mud              | Slamasztika              | 2013. március 28.  | 2014. július 10. |
| 25. | 12. | Agony of Default           | Az utolsó előtti csata   | 2013. április 4.   | 2014. július 11. |
| 26. | 13. | Mudpit Will Rock You       | Majd a Mudpit megmutatja | 2013. április 11.  | 2014. július 14. |